# Maximo Junta
Maximo Junta (nascido em 2 de dezembro de 1950) é um ex-ciclista filipino. Ele representou seu país em dois eventos durante os Jogos Olímpicos de Verão de 1972.